# Dois Córregos (ort)
Dois Córregos är en ort i Brasilien.   Den ligger i kommunen Dois Córregos och delstaten São Paulo, i den sydöstra delen av landet, 700 km söder om huvudstaden Brasília. Dois Córregos ligger 673 meter över havet och antalet invånare är 20 974.
Terrängen runt Dois Córregos är platt åt nordväst, men åt sydost är den kuperad. Terrängen runt Dois Córregos sluttar västerut. Runt Dois Córregos är det ganska glesbefolkat, med 43 invånare per kvadratkilometer.. Närmaste större samhälle är Jaú, 19,8 km väster om Dois Córregos.
Omgivningarna runt Dois Córregos är en mosaik av jordbruksmark och naturlig växtlighet.